# Penstemon neotericus
Espèce
Penstemon neotericus  est une espèce de plantes de la famille des Plantaginacées, originaire d'Amérique du Nord. Elle est connue sous le nom de  Plumas County Beardtongue en anglais.

## Description
Cette espèce est pérenne, native de Californie et qui peut atteindre 80cm de hauteur. Les fleurs sont généralement de couleur bleue.